# Saint-Jean-de-la-Forêt

Saint-Jean-de-la-Forêt este o comună în departamentul Orne, Franța. În 1 ianuarie 2018 avea o populație de 159 de locuitori.